# Satu Kiljunen
Satu Marjatta Kiljunen, född 8 maj 1955 i Helsingfors, är en finländsk konstnär. 
Kiljunen studerade 1974–1978 vid Finlands konstakademis skola och 1977 i Stockholm vid Kungliga akademien för de fria konsterna samt ställde ut första gången 1977. Hon är känd som målare och tecknare samt som foto- och videokonstnär. Hon innehade en central ställning som konstnär och regissör i den experimentella Jack Helen Brut-gruppen och deltog i performancer och med miljökonstverk på utställningar i hemlandet. I sitt måleri på 1980-talet forskade hon i relationerna mellan bild och rum. Sedan 1992 har hon bott och verkat på Kökar, där naturen inspirerat henne till tredimensionella "teckningar" av öns klippformationer, som hon utformat i lera och ställt ut som installationer tillsammans med kartliknande fotografier. Hon har sedan 1986 undervisat vid Konstindustriella högskolan och ledde 1997–2000 forskarutbildningen vid Bildkonstakademin, där hon var professor 2000–2003. Hon var 1995–2000 ordförande för statens centralkommission för konst.